# ISO 3166-2:AZ
ISO 3166-2:AZ és el subconjunt per a l'Azerbaidjan de l'estàndard ISO 3166-2, publicat per l'Organització Internacional per Estandardització (ISO) que defineix els codis de les principals subdivisions administratives.
Actualment per a l'Azerbaidjan, l'estàndard ISO 3166-2, està format per dos nivells de subdivisions:
- 1 república autònoma (Nakhtxivan)
- 11 ciutat i 66 raions

Les onze ciutats tenen un status igual als raions. La ciutat de Şuşa està en disputa territorial (vegeu Guerra de Nagorno-Karabakh) i ha estat retirada de la llista.
Cada codi es compon de dues parts, separades per un guió. La primera part és AZ, el codi ISO 3166-1 alfa-2 per a Azerbaitjan. La segona part pot ser:
- Dues lletres: ciutats i república autònoma
- Tres lletres: raions

## Codis actuals
Els noms de les subdivisions estan llistades segons l'ISO 3166-2 publicat per la "ISO 3166 Maintenance Agency" (ISO 3166/MA)

### República autònoma
| Codi  | Nom de la subdivisió (az) | Nom de la subdivisió (ca) |
| ----- | ------------------------- | ------------------------- |
| AZ-NX | Naxçıvan                  | Nakhtxivan                |

### Ciutats i raions
| Codi   | Nom de la subdivisió (az) | Nom de la subdivisió (ca) | Tipus de subdivisió | Dins de la república autònoma |
| ------ | ------------------------- | ------------------------- | ------------------- | ----------------------------- |
| AZ-BA  | Bakı                      | Bakú                      | ciutat              | —                             |
| AZ-GA  | Gəncə                     | Gandja                    | ciutat              | —                             |
| AZ-LA  | Lənkəran                  | Lenkoran                  | ciutat              | —                             |
| AZ-MI  | Mingəçevir                | Mingatxevir               | ciutat              | —                             |
| AZ-NA  | Naftalan                  | Naftalan                  | ciutat              | —                             |
| AZ-NV  | Naxçıvan                  | Naxçıvan                  | ciutat              | NX                            |
| AZ-SA  | Şəki                      | Shaki                     | ciutat              | —                             |
| AZ-SR  | Şirvan                    | Xirvan                    | ciutat              | —                             |
| AZ-SM  | Sumqayit                  | Sumqayıt                  | ciutat              | —                             |
| AZ-XA  | Xankəndi                  | Khankendi                 | ciutat              | —                             |
| AZ-YE  | Yevlax                    | Yevlakh                   | ciutat              | —                             |
| AZ-ABS | Abşeron                   |                           | raion               | —                             |
| AZ-AGC | Ağcabədi                  |                           | raion               | —                             |
| AZ-AGM | Ağdam                     |                           | raion               | —                             |
| AZ-AGS | Ağdaş                     |                           | raion               | —                             |
| AZ-AGA | Ağstafa                   |                           | raion               | —                             |
| AZ-AGU | Ağsu                      |                           | raion               | —                             |
| AZ-AST | Astara                    | Astara                    | raion               | —                             |
| AZ-BAB | Babək                     | Babek                     | raion               | NX                            |
| AZ-BAL | Balakən                   | Balakan                   | raion               | —                             |
| AZ-BAR | Bərdə                     | Barda                     | raion               | —                             |
| AZ-BEY | Beyləqan                  | Baylakan                  | raion               | —                             |
| AZ-BIL | Biləsuvar                 | Bilasuvar                 | raion               | —                             |
| AZ-CAB | Cəbrayıl                  |                           | raion               | —                             |
| AZ-CAL | Cəlilabad                 |                           | raion               | —                             |
| AZ-CUL | Culfa                     |                           | raion               | NX                            |
| AZ-DAS | Daşkəsən                  |                           | raion               | —                             |
| AZ-FUZ | Füzuli                    |                           | raion               | —                             |
| AZ-GAD | Gədəbəy                   | Gadabay                   | raion               | —                             |
| AZ-GOR | Goranboy                  | Goranboy                  | raion               | —                             |
| AZ-GOY | Göyçay                    |                           | raion               | —                             |
| AZ-GYG | Göygöl                    | Goygol                    | raion               | —                             |
| AZ-HAC | Hacıqabul                 |                           | raion               | —                             |
| AZ-IMI | İmişli                    |                           | raion               | —                             |
| AZ-ISM | İsmayıllı                 |                           | raion               | —                             |
| AZ-KAL | Kəlbəcər                  |                           | raion               | —                             |
| AZ-KAN | Kǝngǝrli                  | Kangarli                  | raion               | NX                            |
| AZ-KUR | Kürdəmir                  | Kurdamir                  | raion               | —                             |
| AZ-LAC | Laçın                     |                           | raion               | —                             |
| AZ-LAN | Lənkəran                  | Lenkoran                  | raion               | —                             |
| AZ-LER | Lerik                     | Lerik                     | raion               | —                             |
| AZ-MAS | Masallı                   |                           | raion               | —                             |
| AZ-NEF | Neftçala                  |                           | raion               | —                             |
| AZ-OGU | Oğuz                      |                           | raion               | —                             |
| AZ-ORD | Ordubad                   |                           | raion               | NX                            |
| AZ-QAB | Qəbələ                    |                           | raion               | —                             |
| AZ-QAX | Qax                       | Qax                       | raion               | —                             |
| AZ-QAZ | Qazax                     | Qazax                     | raion               | —                             |
| AZ-QOB | Qobustan                  | Qobustan                  | raion               | —                             |
| AZ-QBA | Quba                      | Quba                      | raion               | —                             |
| AZ-QBI | Qubadlı                   | Qubadli                   | raion               | —                             |
| AZ-QUS | Qusar                     | Qusar                     | raion               | —                             |
| AZ-SAT | Saatlı                    |                           | raion               | —                             |
| AZ-SAB | Sabirabad                 | Sabirabad                 | raion               | —                             |
| AZ-SBN | Şabran                    |                           | raion               | —                             |
| AZ-SAD | Sədərək                   | Sadarak                   | raion               | NX                            |
| AZ-SAH | Şahbuz                    |                           | raion               | NX                            |
| AZ-SAK | Şəki                      |                           | raion               | —                             |
| AZ-SAL | Salyan                    | Salyan                    | raion               | —                             |
| AZ-SMI | Şamaxı                    |                           | raion               | —                             |
| AZ-SKR | Şəmkir                    |                           | raion               | —                             |
| AZ-SMX | Samux                     | Samux                     | raion               | —                             |
| AZ-SAR | Şərur                     |                           | raion               | NX                            |
| AZ-SIY | Siyəzən                   |                           | raion               | —                             |
| AZ-SUS | Şuşa                      |                           | raion               | —                             |
| AZ-TAR | Tərtər                    | Tartar                    | raion               | —                             |
| AZ-TOV | Tovuz                     | Tovuz                     | raion               | —                             |
| AZ-UCA | Ucar                      | Ucar                      | raion               | —                             |
| AZ-XAC | Xaçmaz                    |                           | raion               | —                             |
| AZ-XIZ | Xızı                      |                           | raion               | —                             |
| AZ-XCI | Xocalı                    |                           | raion               | —                             |
| AZ-XVD | Xocavənd                  |                           | raion               | —                             |
| AZ-YAR | Yardımlı                  |                           | raion               | —                             |
| AZ-YEV | Yevlax                    | Yevlakh                   | raion               | —                             |
| AZ-ZAN | Zəngilan                  | Zangilan                  | raion               | —                             |
| AZ-ZAQ | Zaqatala                  | Zaqatala                  | raion               | —                             |
| AZ-ZAR | Zərdab                    | Zardab                    | raion               | —                             |

Notes
1. ↑  Nom en català no inclòs a l'estàndard ISO 3166-2.